# Brixia Modell 35
Der Brixia Modell 35 war ein italienischer 45-mm-Mörser des Zweiten Weltkrieges.
Der Brixia 45-mm-Mörser war eine Nahunterstützungswaffe der Infanterie. Er wurde von den Kompanien zur eigenen Feuerunterstützung mitgeführt. Er gehörte mit Abstand zu den kompliziertesten Waffen in diesem Bereich. Das Rohr ruhte bei diesem Mörser auf einem vierbeinigen Gestell. Eine Bodenplatte zum Abfangen des Rückstoßes war nicht vorgesehen. Die gesamte Wucht des Rückstoßes sollte durch das Gestell aufgefangen werden. Der Schütze lag hinter der Waffe. Er war für das Zielen zuständig und für das Laden der Treibladung. Ein zweiter Soldat führte das eigentliche Geschoss zu. Gut eingespielte Teams konnten hier bis zu 18 Schuss/min erreichen, obwohl im Normalfall die Kadenz weit geringer war. Obwohl die Waffe sehr kompliziert und bei den Soldaten schon wegen des Gewichtes unbeliebt war, blieb sie den gesamten Krieg über im Dienst.